# Benjamin Tuček
Benjamin Tuček (* 15. července 1972 Brno) je český scenárista, filmový režisér a spisovatel. Studoval žurnalistickou fotografii na Fakultě sociálních věd a scenáristiku a dramaturgii na FAMU.

## Tvorba
Jako asistent režie a vedoucí castingu pracoval u filmu Návrat idiota, jeho celovečerním autorským debutem byl film Děvčátko (2002). Často spolupracuje s Markem Najbrtem a Robertem Geislerem, zejména na filmech Mistři (2024), Protektor (2009) a Polski film (2012). Jako scenárista je také podepsán pod úspěšnými seriály Terapie (pro HBO), Kancelář Blaník (pro Stream.cz) nebo Svět pod hlavou (Česká televize). Příležitostně je také autorem dokumentárních filmů, posledním z nich je dokument Válečný zpravodaj o novináři Martinu Dorazínovi.
Vydal také sbírku povídek VKV (Velmi krátké vlny) a hraje na klávesy ve skupině The Ritchie Success.

## Dílo

### Filmy
- Blues mrtvého muže, krátký film, 1999 – námět, scénář
- Cesta na Měsíc, krátký film, 1999 – režie, scénář
- 15:18, krátký film, 2000 – režie, scénář
- Děvčátko, 2002 – režie, scénář
- Mistři, 2004 – spoluautor scénáře
- Protektor, 2009 – spoluautor námětu a scénáře
- Polski film, 2012 – spoluautor námětu a scénáře
- Mars, 2018

### Dokumentární filmy
- Komedie, 2001 – režie
- Tantra, 2011 – režie, námět, scénář, kamera
- Plán, 2014 – režie, scénář, kamera
- Válečný zpravodaj, 2024 – režie scénář, kamera (společně s Davidem Čálkem)

### Televize
- Terapie, seriál HBO, 2011 – spoluautor scénáře
- Kancelář Blaník, 2014 – spoluautor scénáře
- Svět pod hlavou, 2017 – spoluautor scénáře

### Knihy
- VKV (Velmi krátké vlny), 2009